# Laurence J. Dorr
Laurence (Larry) Joseph Dorr (* 18. September 1953 in Boston, Massachusetts) ist ein US-amerikanischer Botaniker und Pflanzensammler. Er ist spezialisiert auf die Systematik der Ordnung Malvales und der Familie Ericaceae.

## Leben
Dorr machte 1971 seinen Abschluss an der Roxbury Latin School und schrieb sich an der Washington University in St. Louis ein. In seinem ersten Studienjahr nahm er sich ein Jahr Auszeit, wanderte in fünf Monaten den gesamten Appalachian Trail und ging anschließend in British Columbia und Alaska auf Pflanzensuche. 1976 erwarb er einen Bachelor-Abschluss in Geowissenschaften und Planetologie von der Washington University in St. Louis. Im Jahr 1980 graduierte er zum Master in Botanik an der University of North Carolina in Chapel Hill. Im Jahr 1983 wurde er an der University of Texas at Austin mit der Dissertation The Systematics and Evolution of the Genus Callirhoe (Malvaceae) zum Ph.D. promoviert.
1984 heiratete er die Botanikerin Lisa Ceryle Barnett, die er während seines Doktoratsstudiums kennenlernte. Aus dieser Ehe gingen zwei Söhne hervor.
Von 1983 bis 1986 baute er für den Missouri Botanical Garden ein Forschungs- und Erkundungsprogramm in Madagaskar auf. 1987 war er Dozent für Organismenbiologie an der University of Texas at Austin und erforschte von 1988 bis 1991 für den New York Botanical Garden Pflanzen in den nördlichen Anden, wobei er und seine Frau Venezuela (1988, 1990), Ecuador (1988, 1989) und Bolivien (1989–1990) bereisten. Weitere Exkursionen führten ihn nach Mexiko (1981, 1982, 1983), Kenia (1985), Gabun (1985), Südafrika (1986), Japan (1993) und Panama (1997). 1994 besuchte er Madagaskar und Mauritius für naturhistorische Erkundungen. 
Am National Museum of Natural History der Smithsonian Institution wurde er 1991 als stellvertretender Kurator in die Botanik-Abteilung berufen. Dort arbeitet er an der Systematik der Malvales, insbesondere der tropischen Taxa, die früher den Sterculiaceae und Tiliaceae zugeschrieben wurden, an der Systematik der Ericaceae, mit Schwerpunkt auf tropischen afrikanischen und madagassischen Taxa, der Biokomplexität der Flora der nördlichen Anden und der Geschichte der botanischen Erforschung Madagaskars und der benachbarten Inseln sowie der Naturgeschichte des 19. Jahrhunderts in den Vereinigten Staaten.
Dorr und seine Kollegen haben sich um die Verbesserung des United States National Herbarium verdient gemacht. Er war von 1992 bis 1996 Chefredakteur des ASPT Newsletter. Er war Mitglied der Redaktionsausschüsse von BioLlania (ab 1997), BioScience (1996–2002), Brittonia (1988–1992), Flora Neotropica (ab 1997) und Taxon (1989–1990). Er ist Autor oder Mitautor von über 100 wissenschaftlichen Artikeln und hat mehrere Bücher geschrieben oder herausgegeben, darunter das Lexikon Plant Collectors in Madagascar and the Comoro Islands im Jahr 1997 und das Handbuch Flora of Guaramacal (Venezuela): Monocotyledons über die Gefäßflora des Parque Nacional Guaramacal in Venezuela im Jahr 2014. Sein älterer Sohn begleitete ihn oft auf Sammelexpeditionen.

## Dedikationsnamen
Dreizehn Pflanzenarten sind nach Dorr benannt, darunter Ageratina dorrii, Alloneuron dorrii, Aspidostemon dorrii, Cola dorrii, Critoniopsis dorrii, Cynanchum dorrii, Dicliptera dorrii, Homalium dorrii, Metastelma dorrii, Pentacalia dorrii, Pleurothallis dorrii, Tambourissa dorrii und Wurdastom dorrii.